# 岩瀬産業
岩瀬産業株式会社（いわせさんぎょう）は、群馬県伊勢崎市に本社を置く産業資材を扱う商社。

## 概要
機電部門と管材部門に分かれており、伊勢崎管材営業所と伊勢崎機工営業所は、伊勢崎市日乃出町に物流センターと併設されている。伊勢崎のほかに、前橋・高崎・太田・桐生・館林・熊谷・本庄・足利・栃木・佐久など営業所を展開。タイのバンコクに現地法人を置いている。（イワセタイランド）。
会社のシンボルカラーは青（制服やトラックの塗装色）。年に数回、物流センターにて展示会・イベントを開催している。
取引先は多岐に渡り、販売先は機電部門で金属加工・組立・電子部品・食品などの工場。管材部門は建設業者・工務店・設備業者などである。

## 沿革
- 1948年（昭和23年）6月 - 伊勢崎市に岩瀬機械店を創業[1]
- 1952年（昭和27年）2月 - 組織変更して株式会社岩瀬機械店を設立、資本金50万円
- 1967年（昭和42年） 11月 - 岩瀬産業株式会社に改称
- 1970年（昭和45年）6月 - 本社および伊勢崎機工営業所を現在地に移転
- 1982年（昭和57年）9月 - 伊勢崎東流通団地に伊勢崎管材営業所を移転、同所に物流センターを開設
- 1989年（平成元年）3月 - 有限会社イワセを設立
- 1998年（平成10年）9月 - 足利岩瀬産業株式会社を設立
- 1999年（平成11年）9月 - アイエスエンジニアリング株式会社を設立
- 2000年（平成12年）10月 - エンジニアリング棟竣工
- 2002年（平成14年）7月 - ISO9001：2000の認証を取得
- 2004年（平成16年）1月 - タイ・バンコクにIWASE(Thailand)Co.,Ltd.を設立
- 2008年（平成20年）3月 - 有限会社イワセを組織変更して株式会社イワセを設立
- 2016年（平成28年）10月-伊勢崎機工営業所を伊勢崎東流通団地に新築移転
- 2018年（平成30年）6月 - 本社新社屋竣工[2]

## 事業所
- 本社：〒372-8555 群馬県伊勢崎市下植木町3-10
- 物流センター： 〒372-0022 群馬県伊勢崎市日乃出町711-3
- 機電営業本部：〒372-8555 群馬県伊勢崎市下植木町3-10
  - 伊勢崎機工営業：〒372-0022 群馬県伊勢崎市日乃出町711-3
  - 前橋機工営業所：〒371-0837 群馬県前橋市箱田町356-1
  - 高崎機工営業所：〒370-0871 群馬県高崎市上豊岡町572-3
  - 太田機工営業所：〒373-0823 群馬県太田市西矢島町370-67
  - 桐生機工営業所：〒379-2311 群馬県みどり市笠懸町阿左美1108-3[3]
  - 館林機工営業所：〒374-0039 群馬県館林市美園町8-12
  - 熊谷機工営業所：〒360-0115 埼玉県熊谷市成沢1192-1
  - 本庄機工営業所：〒367-0205 埼玉県本庄市児玉町上真下1117
  - 足利機工営業所：〒326-0065 栃木県足利市西砂原町1217
  - 栃木機工営業所：〒328-0061 栃木県栃木市新井町1024-3
  - 佐久機工営業所：〒385-0023 長野県佐久市岩村田北1-7-2
- 管材営業本部：〒372-8555 群馬県伊勢崎市下植木町3-10
  - 伊勢崎管材営業所：〒372-0022 群馬県伊勢崎市日乃出町711-3
  - 前橋管材営業所：〒371-0836 群馬県前橋市江田町570[4]
  - 高崎管材営業所：〒370-0883 群馬県高崎市剣崎町39-1
  - 太田管材営業所：〒373-0861 群馬県太田市南矢島町454-1
  - 桐生管材営業所：〒376-0013 群馬県桐生市広沢町2-3083-3
  - 館林管材営業所：〒374-0057 群馬県館林市北成島町1833
  - 熊谷管材営業所：〒360-0115 埼玉県熊谷市成沢1192-1
  - 足利岩瀬産業株式会社：〒326-0065 栃木県足利市西砂原後町1217